# Jeremias David Reuss

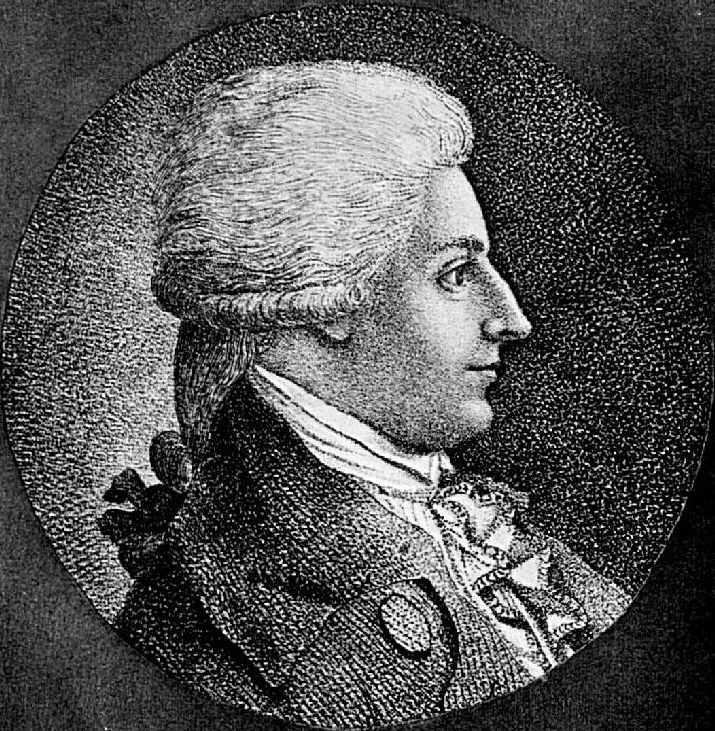
Jeremias David Reuß. Kupferstich von Heinrich Christian Schwenterley (1792)

Jeremias David Reuss (* 18. Juni 1750 in Rendsburg; † 15. Dezember 1837 in Göttingen) war ein deutscher Philologe, Literaturhistoriker und Bibliothekar.

## Leben
Jeremias David Reuss, der Sohn des Theologen und damaligen schleswig-holsteinischen Generalsuperintendenten Jeremias Friedrich Reuss, studierte in Tübingen Philologie und wurde bereits 1768, mit 18 Jahren, zum Dr. phil. promoviert. Kurz darauf habilitierte er sich und wurde Kustos an der Universitätsbibliothek. In den folgenden Jahren beteiligte er sich an der Zweibrücker Platon-Ausgabe (1780) und an der Ausgabe des platonischen Dialogs Euthyphron von Johann Friedrich Fischer (1783). Er fand aber von der Philologie immer mehr zur Wissenschaftsgeschichte. Er verfasste eine Beschreibung einiger Handschriften aus der Universitätsbibliothek in Tübingen (1778) und eine Beschreibung merkwürdiger Bücher aus der Universitäts-Bibliothek in Tübingen (1780). Sein Ruf als Forscher und Bibliothekar brachte ihm 1782 einen Ruf der Universität Göttingen zum außerordentlichen Professor der Philosophie ein.
In Göttingen widmete sich Reuss ganz der Wissenschaftsgeschichte. 1785 wurde er zum ordentlichen Professor der Gelehrtengeschichte ernannt. Seine letzte philologische Arbeit waren Beiträge zur Bibliotheca graeca von Johann Andreas Fabricius (1790). Da Göttingen zum Kurfürstentum Braunschweig-Lüneburg gehörte, das seit 1701 mit Großbritannien in Personalunion stand, gelangte Reuss zur Beschäftigung mit der britischen Wissenschaftsgeschichte. Sein Werk Das gelehrte England (1791), besonders aber das Repertorium commentationum a societatibus litteraribus (16 Bände, 1801–1822) und das Alphabetical Register of the authors in Greath-Britain and in United-Provinces of Nord-Americain (fünf Bände, 1804) brachten ihm die Ernennung zum königlich-großbritannischen Hofrat (1802) und später zum Geheimen Justizrat ein. Er übersetzte auch eine Sammlung der Instructionen des Spanischen Inquisitionsgerichts aus dem Spanischen (1788). Für die Göttinger Königliche Gesellschaft der Wissenschaften verfasste er den Conspectus societatis regiae scientiarum (1808). Die Bayerische Akademie der Wissenschaften ernannte ihn 1805 zum korrespondierenden Mitglied. Er war Mitglied der Göttinger Freimaurerloge Augusta zum goldenen Zirkel.
Bereits seit 1789 war Reuss als Unterbibliothekar an der Göttinger Universitätsbibliothek angestellt, die seit 1763 unter der Leitung des Altertumswissenschaftlers Christian Gottlob Heyne stand. Reuss war seinem älteren Kollegen, dem Professor der Beredsamkeit und Dichtkunst, sehr verbunden. Er heiratete seine zweitälteste Tochter Marianne (1768–1834) und widmete ihm einige Bände seines Repertorium commentationum. Nach Heynes Tod (1812) übernahm Reuss, selbst schon im fortgeschrittenen Alter, die Leitung der Bibliothek bis zu seinem Tode im Alter von 87 Jahren. Seine Privatbibliothek, die über 7.000 Titel umfasste, vermachte er der Universitätsbibliothek Tübingen.
Sein Bruder war der Mediziner Christian Friedrich Reuß. 

## Werke
- Jeremias David Reuß: Das gelehrte England oder Lexikon der jeztlebenden Schriftsteller in Grosbritannien, Irland und Nord-Amerika nebst einem Verzeichnis ihrer Schriften vom Jahr 1770 bis 1790. 1791.
  - Übersetzung Georg Forster: Alphabetical register of all the authors actually living in Great-Britain, Ireland and in the united provinces of North-America, with a catalogue of their publications from the year 1770 to the year 1790. Band 2. Nicolai, Berlin / Stettin 1791.[2]